# Дерево Міцкевича
Де́рево Міцке́вича — меморіальне дерево ясена звичайного, ботанічна пам'ятка природи місцевого значення в Україні. Зростає в селищі Гримайлові Чортківського району Тернопільської області.

## Відомості
Площа — 0,01 га. Оголошено об'єктом природно-заповідного фонду рішенням Тернопільської обласної ради № 90 від 25 квітня 1996 року. Перебуває у віданні Гримайлівської селищної ради. 
Вік дерева — понад 80 років. Дерево цінне в історико-культурному, пізнавальному та естетичному значеннях. Посаджене 1934 року біля пам'ятника польському поетові Адаму Міцкевичу.